# Kommunionhelfer

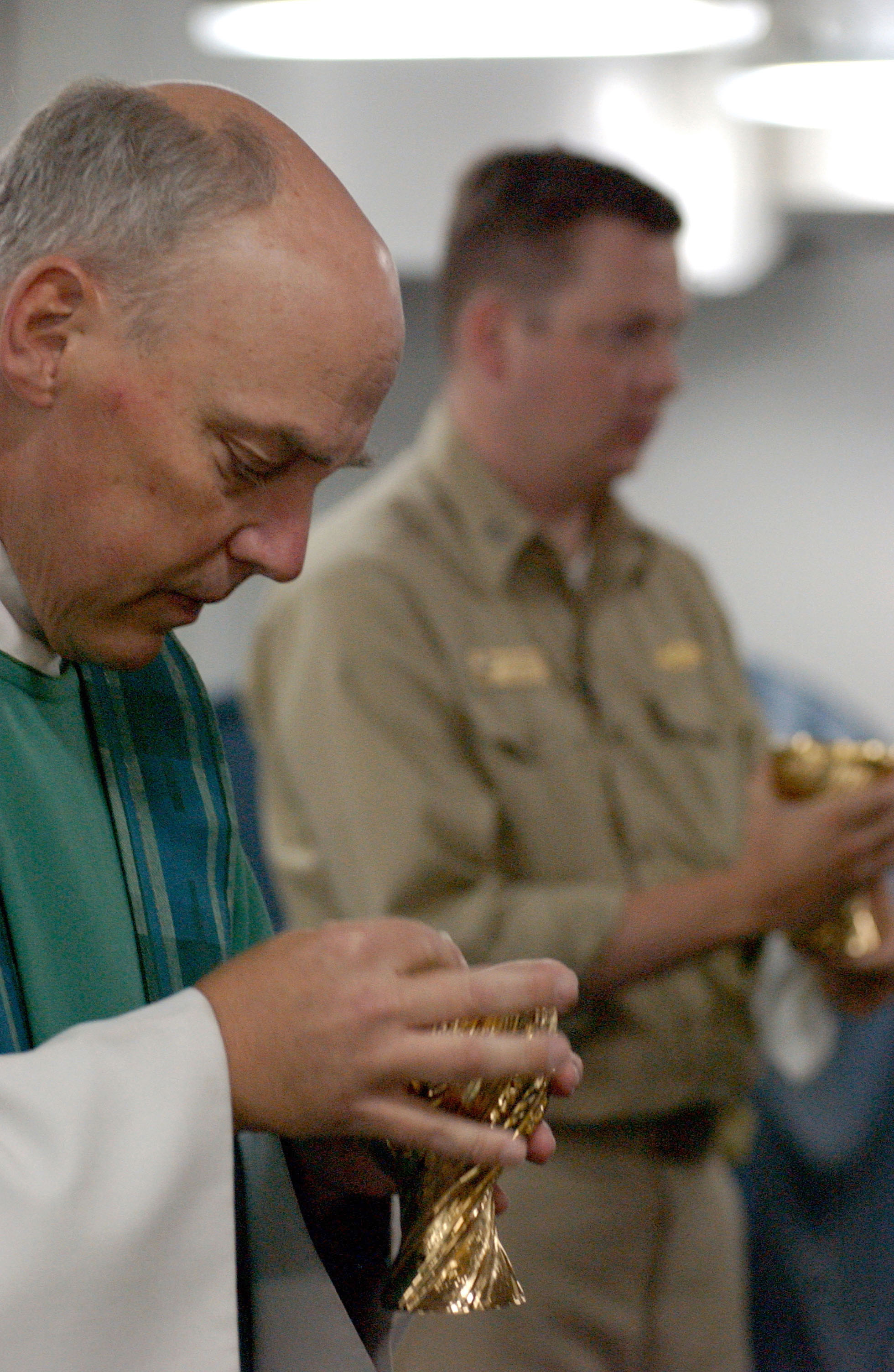
Kommunionhelfer auf der USS Ronald Reagan

Als Kommunionhelfer werden in der römisch-katholischen Kirche Laien bezeichnet, die neben den Akolythen als außerordentliche Spender der heiligen Kommunion eingesetzt werden. Solche Kommunionhelfer sollen „nur dort, wo eine Notlage es erfordert“ die Kommunion austeilen.

## Der Dienst des Kommunionhelfers
Der Dienst des Kommunionhelfers besteht in erster Linie im Austeilen der Kommunion, das heißt des Leibes oder des Blutes Christi:
(a) in den Fällen, in denen die Anzahl der mitwirkenden Priester und Diakone so gering ist, dass der Gottesdienst sich ohne den Einsatz von Helfern ungebührlich in die Länge zöge. Statthaft ist die Mitwirkung eines Kommunionhelfers in der Messfeier besonders auch dann, wenn ohne die Unterstützung durch Kommunionhelfer die Kelchkommunion der Laien sich nicht oder nur schwer ermöglichen lässt. Zu diesem Zweck kann im Bedarfsfall der Zelebrant den Dienst des Kommunionhelfers auch Gläubigen nur für die jeweilige Messfeier übertragen (GORM 2002, Nr. 284).
(b) Des Weiteren können Kommunionhelfer außerhalb der Messfeier die Kommunion aus dem Tabernakel reichen (siehe Kommunionfeier) sowie die Krankenkommunion überbringen. Dies geschieht jeweils in Absprache mit dem zuständigen Pfarrer.

## Beauftragung
Die bischöfliche Beauftragung als Kommunionhelfer ist zeitlich (meist fünf Jahre, mit der Möglichkeit der Verlängerung) und örtlich (eigene Pfarrgemeinde oder Seelsorgeeinheit) begrenzt. Sie soll nach Möglichkeit in einer liturgischen Feier erfolgen. Sie begründet keine weitere liturgische oder sonstige Funktion in der Pfarrei, allerdings kann unter Umständen dieselbe Person verschiedene andere Aufgaben im Gottesdienst auf sich vereinen (etwa Messdiener, Lektor), was aber der gewünschten Vielfalt der liturgischen Dienste eher abträglich ist. Der Dienst als Kommunionhelfer ist auch nicht Voraussetzung zur Übernahme einer dieser Aufgaben. Ein künftiger Diakon und Priester muss vor seiner Weihe den Dienst als beauftragter Akolyth versehen. Zunehmend werden auch Gottesdienstbeauftragte als Kommunionhelfer eingesetzt.

## Kommunionhelfer in der Eucharistiefeier
Für die deutschen Diözesen gestattete die Deutsche Bischofskonferenz die „Spendung der heiligen Kommunion durch Laien“ am 12. März 1968. Diese Erlaubnis, damals beschränkt auf „geeignete männliche Personen“, galt zunächst für drei Jahre.
Dem Beschluss der Deutschen Bischofskonferenz von 1968 zufolge sollten Kommunionhelfer in der Eucharistiefeier nur dann eingesetzt werden, wenn „sich sonst eine zu lange Dauer bei der Austeilung der heiligen Kommunion nicht vermeiden lässt“. Tatsächlich blieben Kommunionhelfer in den Eucharistiefeiern der meisten Pfarreien in Deutschland, der Schweiz und Österreich nicht die Ausnahme, sondern wurden eher zur Regel. Die Instruktion Redemptionis sacramentum „über einige Dinge bezüglich der heiligsten Eucharistie, die einzuhalten und zu vermeiden sind“ vom 25. März 2004 wird zum Beispiel in der Handreichung Die Kommunionspendung und der Kommunionhelferdienst in der Erzdiözese Wien (2015) erwähnt, die darin verfügten Beschränkungen werden allerdings nicht zitiert.

## Kommunionhelfer in Gottesdiensten ohne Priester
Auf Antrag der Berliner Ordinarienkonferenz wurde vom Heiligen Stuhl am 30. April 1964 erstmals für ein europäisches Land für ein Jahr die Erlaubnis erteilt, dass in den Diasporagebieten in der DDR bei den dort nach dem Zweiten Weltkrieg gefeierten sonntäglichen Gottesdiensten ohne Priester, „Laien- und Hausandachten“ und später Stationsgottesdienst genannt, durch geeignete Laien die heilige Kommunion gespendet werden konnte. Diese Regelung bedeutete für diese Gottesdienstform einen großen Aufschwung, sodass die Erlaubnis am 20. Dezember 1966 verlängert und mit der Instructio de cultu mysterii eucharistici vom 25. Mai 1967 auf die ganze römisch-katholische Kirche ausgedehnt wurde. Das Gotteslob (1975) bot unter Nr. 370 Ablauf und Textvorschläge für einen „Kommunionfeier“ genannten priesterlosen Gottesdienst.